# Panasonic EB-X400
Panasonic EB-X400是Panasonic少數發表的折疊型手機。擁有30萬畫素及自行研發的小遊戲高爾夫。在當時引起日本當地民眾為玩遊戲而購買此款手機。